# 심플 다이렉트미디어 레이어

Simple DirectMedia Layer

SDL 플랫폼의 추상 계층

심플 다이렉트미디어 레이어(Simple DirectMedia Layer), SDL은 C 프로그래밍 언어로 짜여진 크로스플랫폼 개발 라이브러리이다. 이 라이브러리는 비디오, 오디오, 사용자 입력 등의 계층을 추상화하여, 리눅스, 마이크로소프트 윈도우, 맥 OS X 등 여러 운영 체제에서 실행할 수 있도록 한다. 이 라이브러리는 비디오, 이벤트, 디지털 오디오, CD-ROM, 사운드, 스레드 및 공유 객체 불러오기, 네트워킹, 타이머를 관리한다.
이 라이브러리는 내부적으로 C로 작성되어 있으며, 대상 플랫폼에 따라 C++나 오브젝티브-C도 지원하며 C의 API를 제공함으로써 다른 언어와의 결합을 지원한다.

## 구조
SDL 라이브러리 그 자체는 매우 단순하다. 이 라이브러리는 몇 가지 하부 시스템으로 나뉘는데, 이를테면 비디오, 오디오, CD-ROM, 조이스틱, 타이머가 있다. 이러한 낮은 수준의 기본적인 지원뿐 아니라 다음과 같은 기능들도 몇 가지 더 지원한다. 이들은 "표준 라이브러리"를 이루고, 공식 웹사이트에서 제공되며 공식 문서에 포함되어 있다:
- SDL_image — 다수의 이미지 포맷 지원
- SDL_mixer — 복잡한 오디오 함수 (주로 사운드 믹싱을 위해 존재)
- SDL_net — 네트워킹 지원
- SDL_ttf — 트루타입 글꼴 렌더링 지원
- SDL_rtf — 단순 서식 있는 텍스트 포맷 렌더링

### 언어 바인딩
SDL 2.0 라이브러리는 C, C++, 파스칼, 펄(sdl.perl.org를 통해), 파이썬(PySDL2.0을 통해), C#, 루아, OCaml, 러스트, Nim, 발라, 지니를 위한 언어 바인딩이 있다.

## 예제
```
#include
 
"SDL/SDL.h"

int
 
main
(
int
 
argc
,
 
char
 
*
args
[])

{

    
// SDL 비디오 시스템 초기화

    
if
 
(
SDL_Init
(
SDL_INIT_VIDEO
)
 
==
 
-1
)

    
{

        
return
 
1
;

    
}

    
// 화면 구성

    
SDL_Surface
 
*
screen
 
=
 
NULL
;

    
screen
 
=
 
SDL_SetVideoMode
(
800
,
 
600
,
 
32
,
 
SDL_SWSURFACE
);

    
// 화면 구성에 오류가 있으면

    
if
 
(
screen
 
==
 
NULL
)

    
{

        
return
 
1
;

    
}

    
// 창 위치 설정

    
SDL_WM_SetCaption
(
"간단 SDL 응용 프로그램!"
,
 
NULL
);

    
// 프로그램의 종료 대기

    
bool
 
quit
 
=
 
false
;

    
// 프로그램이 아직 종료 상황이 아닌 동안

    
while
 
(
quit
 
==
 
false
)

    
{

        
// 이벤트가 있는 동안

        
while
 
(
SDL_PollEvent
(
&
event
))

        
{

            
// 사용자가 창의 X 단추를 눌러서 프로그램을 끝낼 때

            
if
 
(
event
.
type
 
==
 
SDL_QUIT
)

            
{

                
// 프로그램 끝내기

                
quit
 
=
 
true
;

            
}

        
}

        
// 화면 채우기

        
SDL_FillRect
(
screen
,
 
&
screen
->
clip_rect
,
 
SDL_MapRGB
(
screen
->
format
,
 
0xFF
,
 
0xFF
,
 
0xFF
));

        
// 화면 갱신

        
if
 
(
SDL_Flip
(
screen
)
 
==
 
-1
)

        
{

            
return
 
1
;

        
}

    
}

    
// SDL 끝내기

    
SDL_Quit
();

    
return
 
0
;

// 위 예제는 SDL2.0기반으로 작업시 오류가 발생함

}

```

## 역사

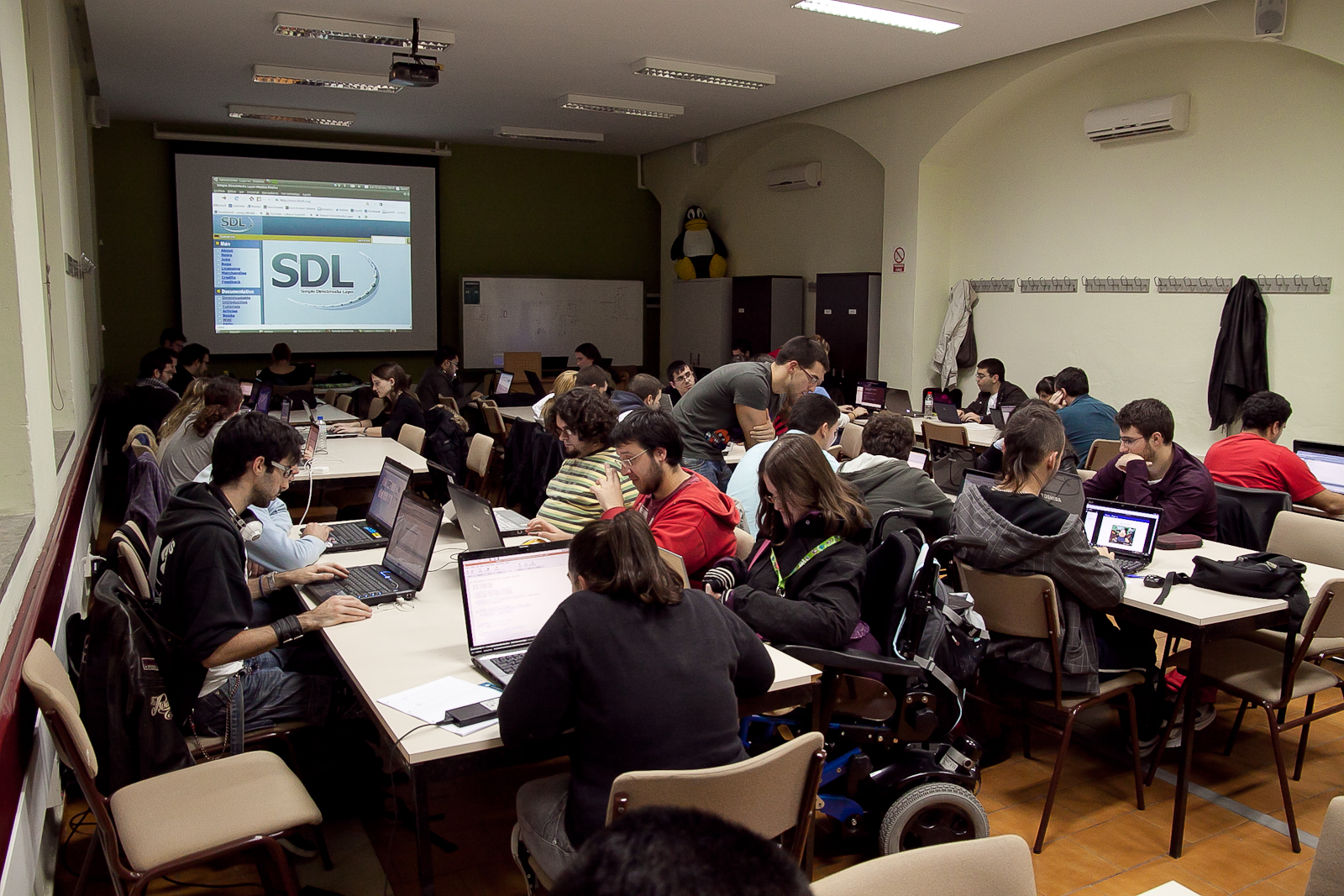
SDL 작업을 하는 모습

1998년 초에 처음 출시된 이 라이브러리는 샘 랜틴가(Sam Lantinga)가 로키 소프트웨어용으로 작업하는 동안 만들어냈다. 그는 윈도 응용 프로그램을 매킨토시로 포팅하는 동안 이 개념을 떠올렸다. 그 뒤 SDL을 이용하여 둠을 BeOS로 포팅하였다. 일부 다른 자유 라이브러리들이 SDL에 맞추어 개발되었는데, 이를테면 SMPEG와 OpenAL이 있다. 그는 2008년에 갤럭시 게임웍스를 설립하여 SDL의 상업적인 지원을 돕기도 했으나 이 기업 계획은 시간 제한으로 인해 보류된 상태이다.
SDL 1.3은 SDL 1.2 코드 기반의 주요 업데이트로 자리잡았다. 1.2 API의 여러 부분을, 다중 입출력 옵션을 위한 더 일반적인 지원으로 대체하고 있다. 추가되는 기능으로는 이를테면 다중 창 지원, 다중 입력 장치 지원 (다중 마우스, 다중 키보드 등), 하드웨어 가속 2차원 그래픽, 더 나은 유니코드 지원이 있다. 그 뒤 1.3/2.0으로 브랜치가 이동됨에 따라 SDL 1.3 개발이 끝나면 끝으로 SDL 2.0이 될 예정이다. SDL 1.3은 zlib 라이선스이므로 SDL 1.2와 달리 상용 클로즈드 소스 프로젝트에 정적 링크하여 자유롭게 이용할 수 있다.

## 갤러리

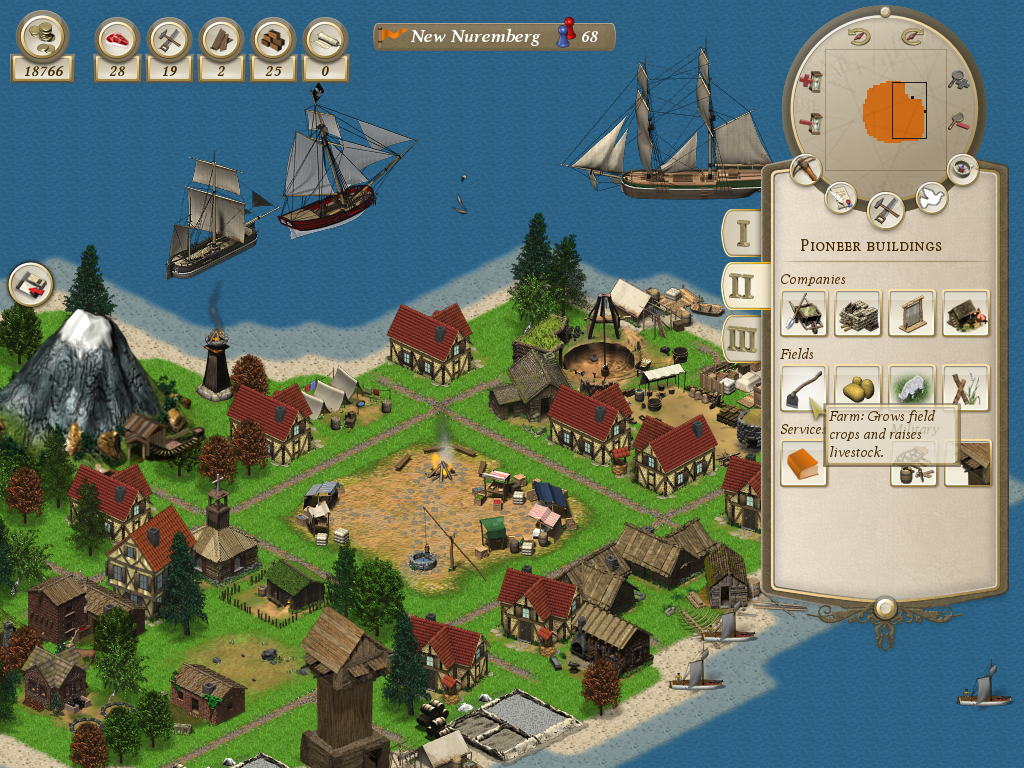
Unknown Horizons
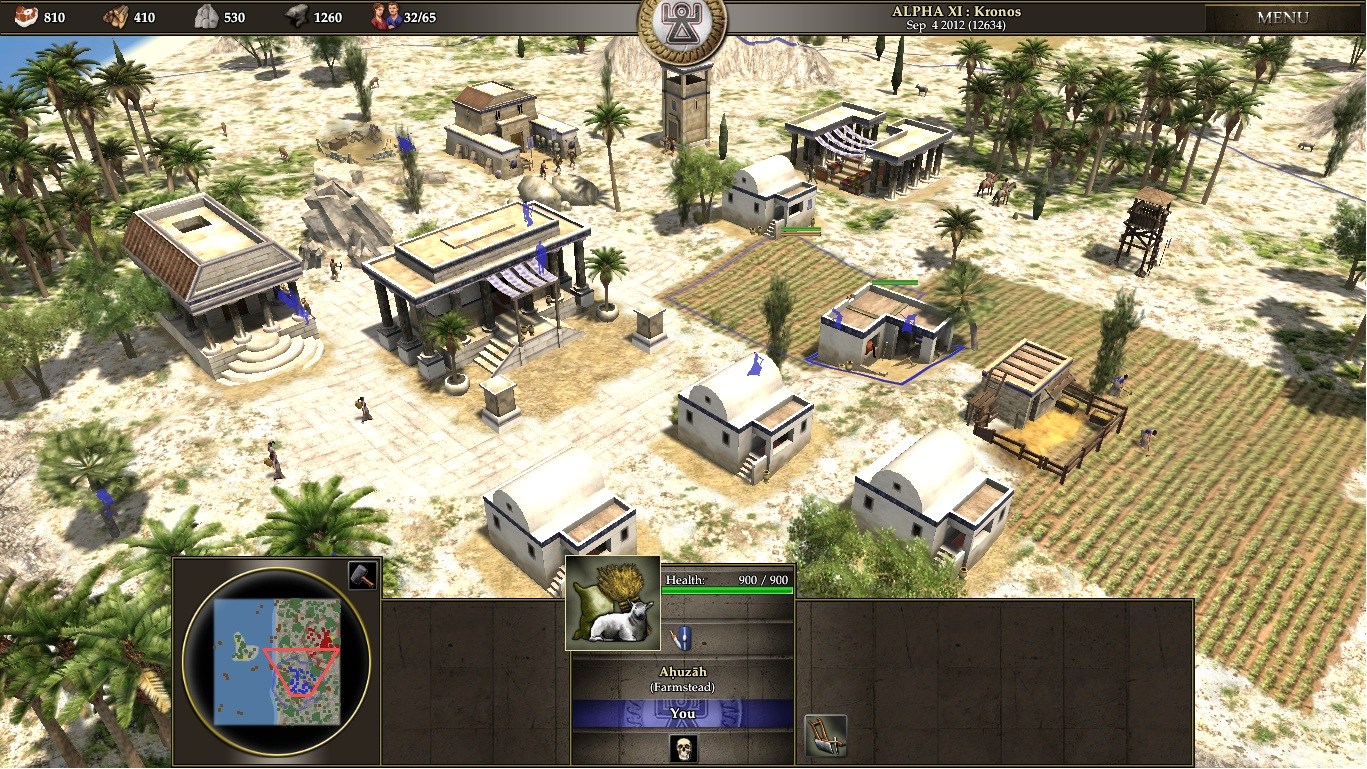
0 A.D.
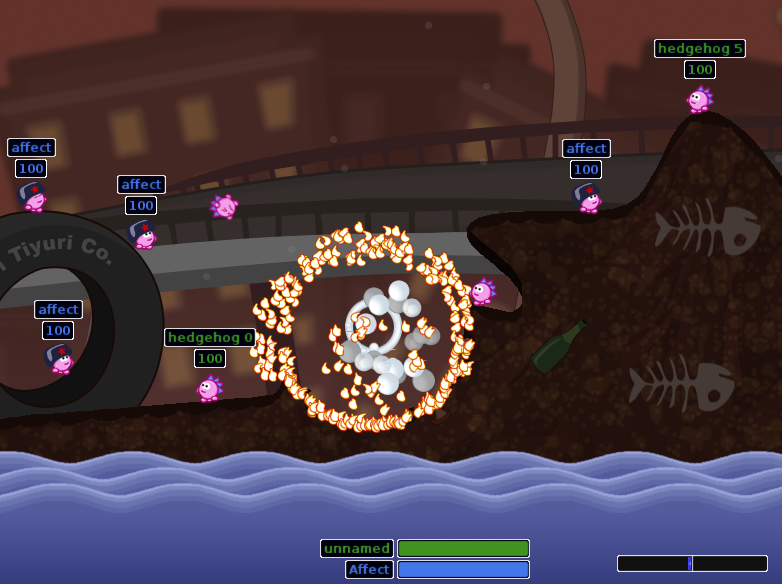
Hedgewars
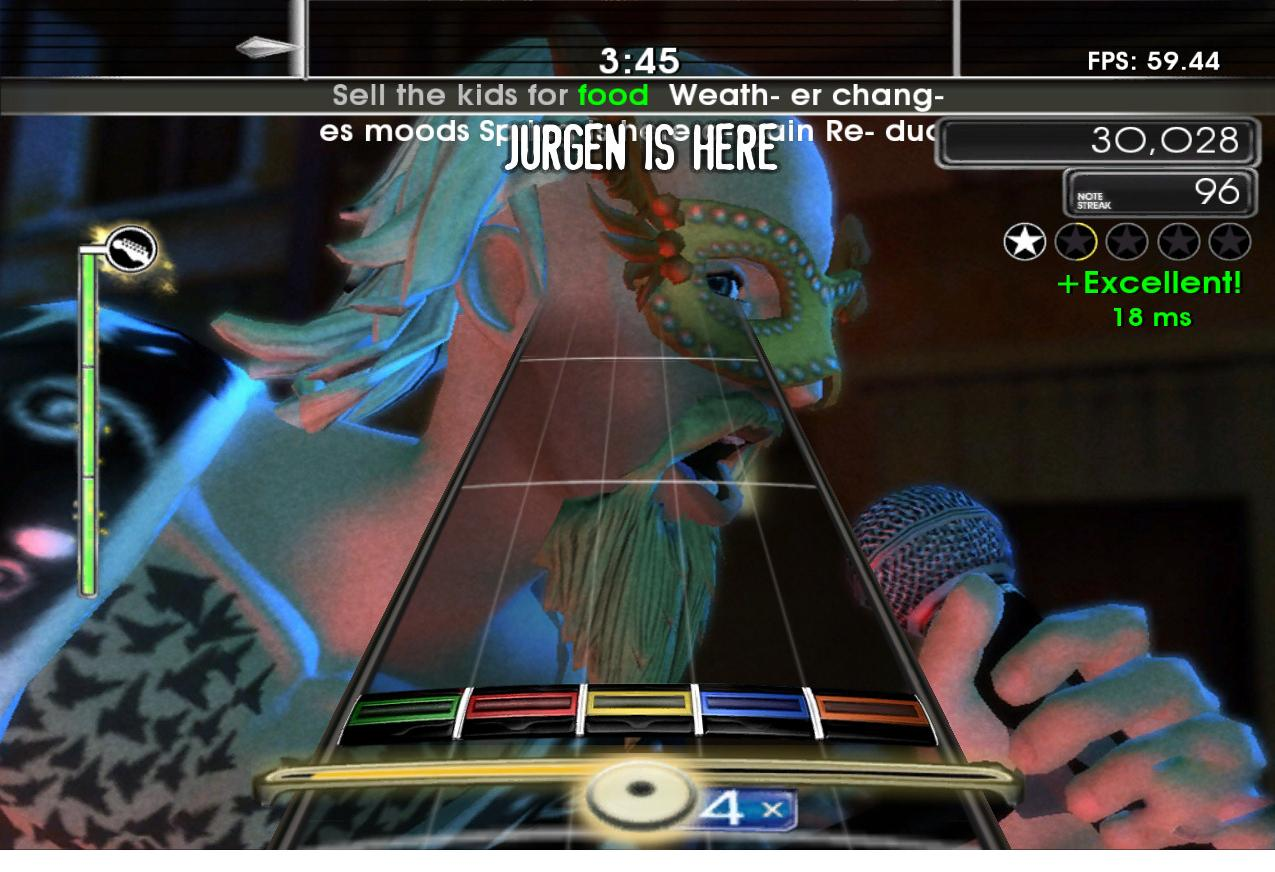
Frets on Fire
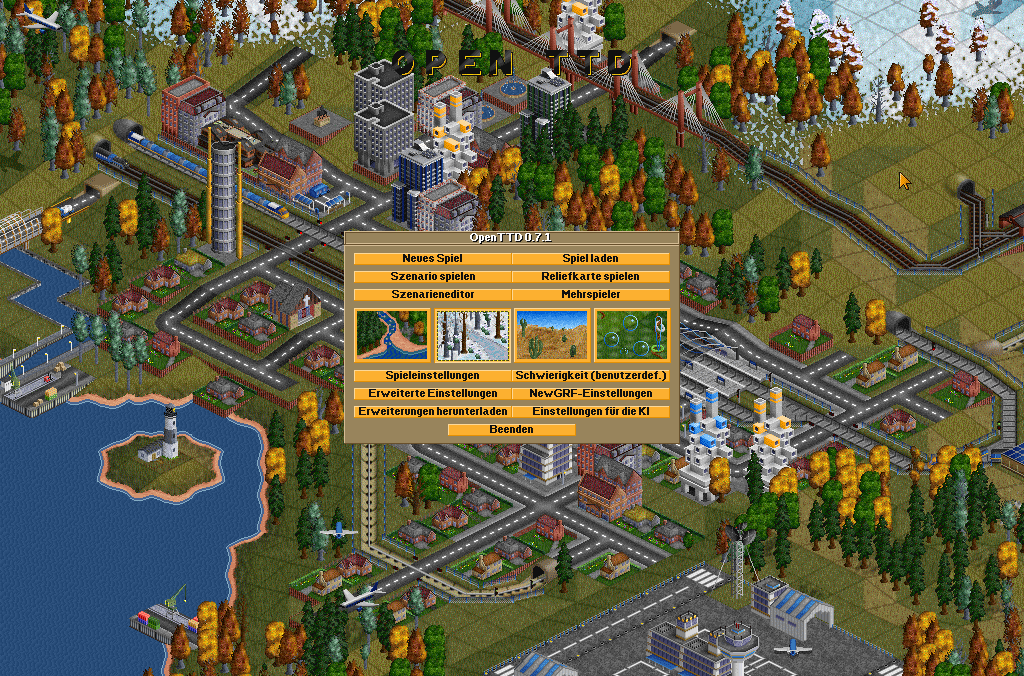
OpenTTD
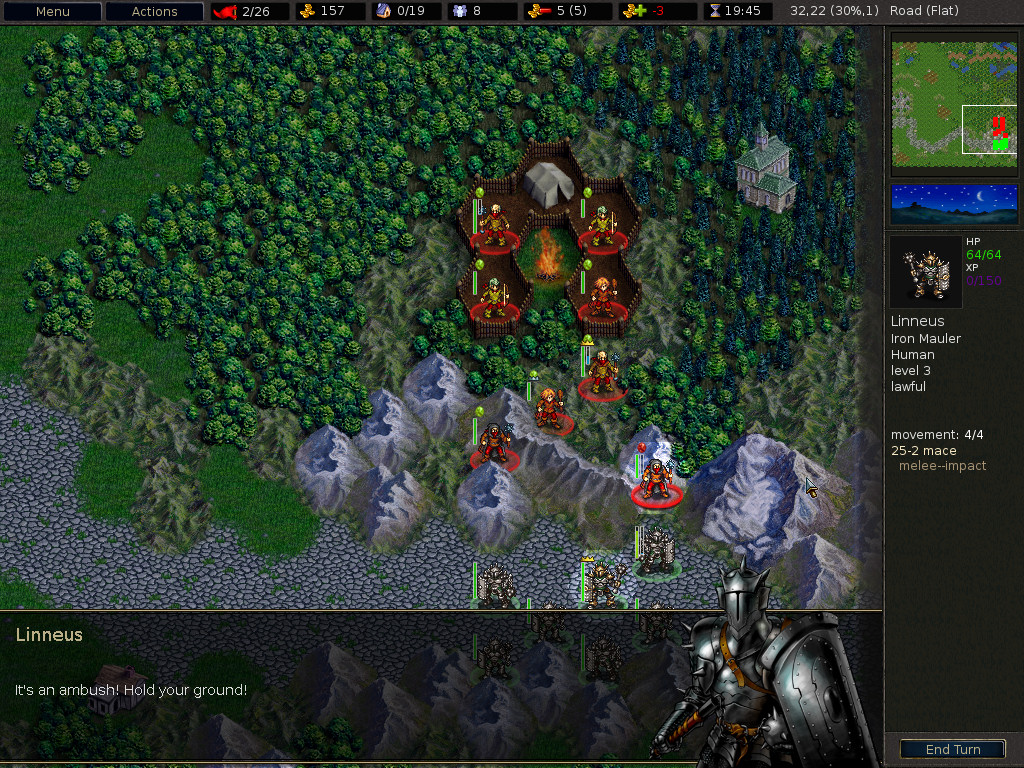
The Battle for Wesnoth
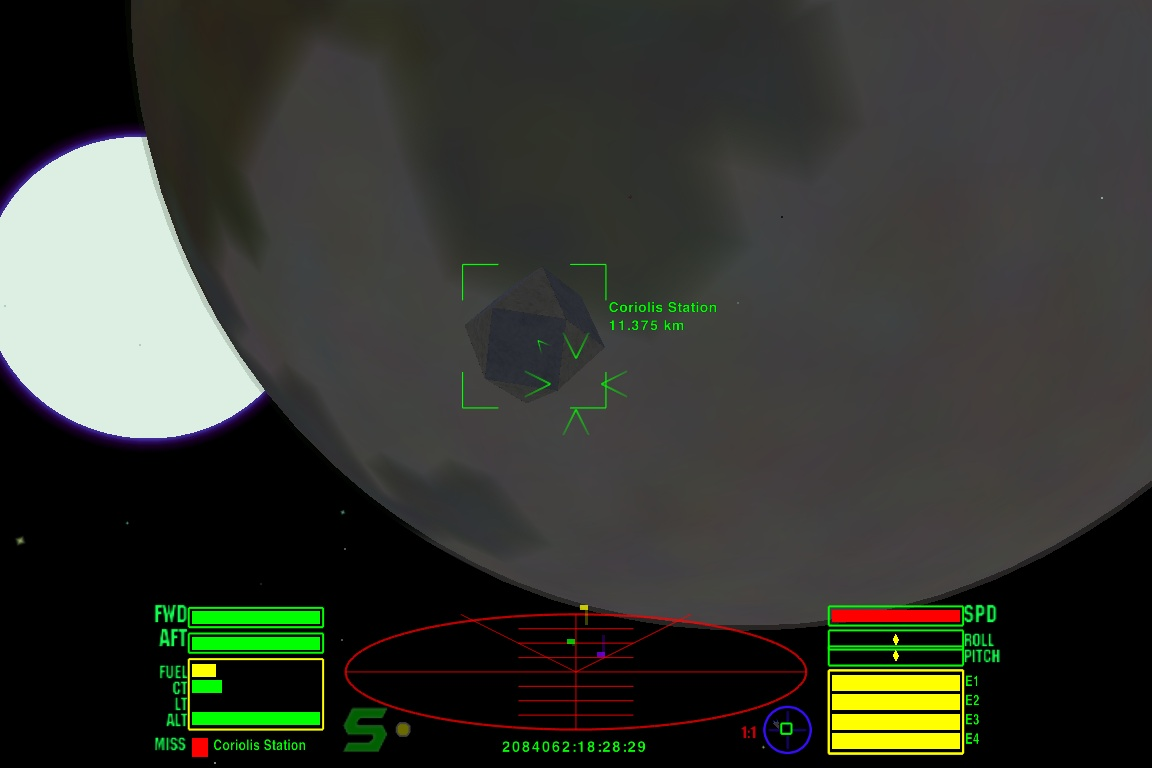
Oolite
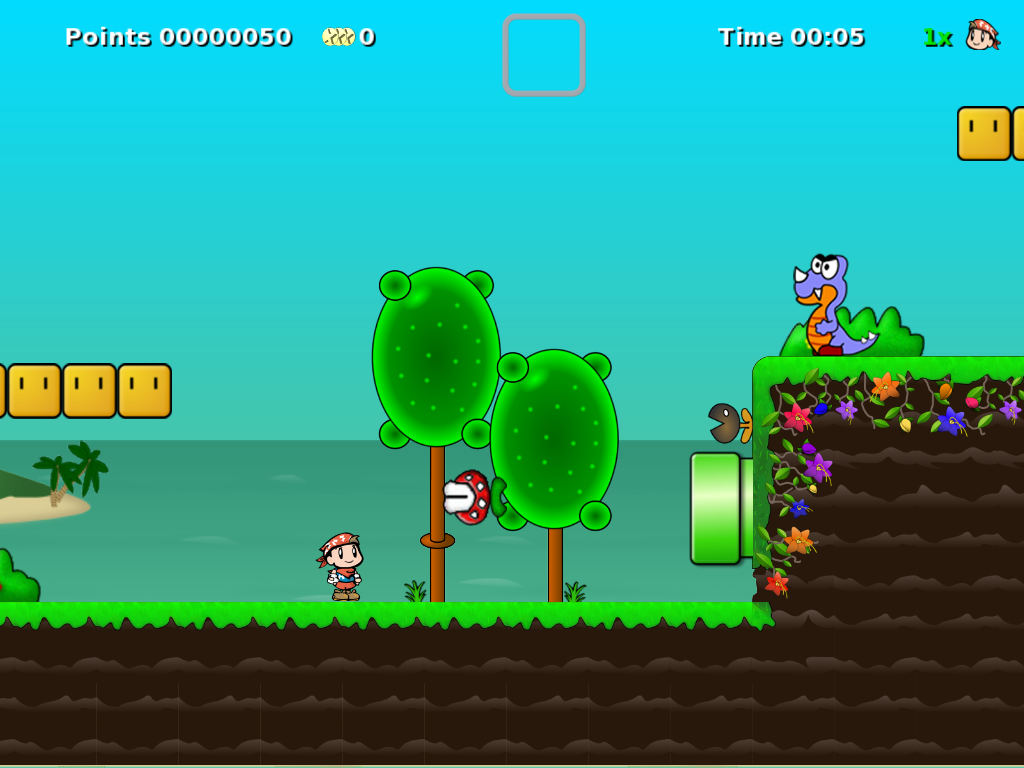
Secret Maryo Chronicles
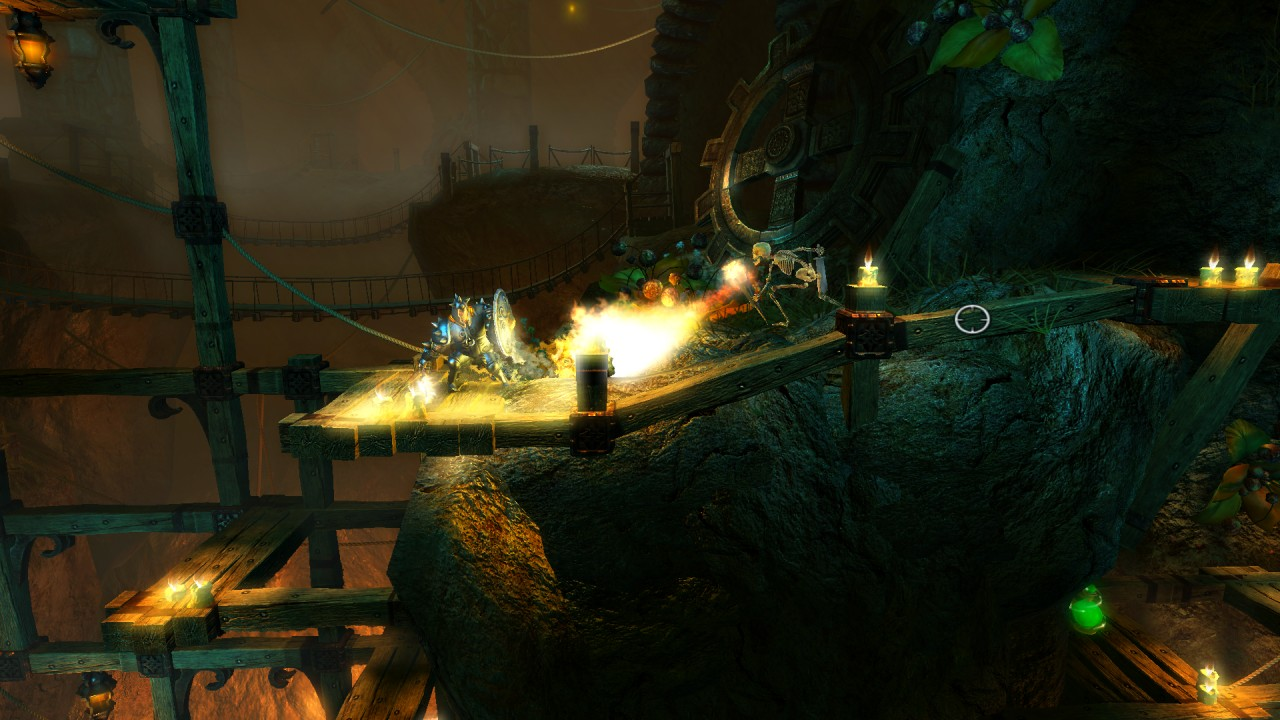
Trine

## 같이 보기
- 다이렉트엑스
- OpenGL
- OpenML